# Latridopsis forsteri
Latridopsis forsteri is een straalvinnige vissensoort uit de familie van trompetvissen (Latridae). De wetenschappelijke naam van de soort is voor het eerst geldig gepubliceerd in 1872 door Castelnau.